# Agnieszka Gorgoń-Komor
Agnieszka Aleksandra Gorgoń-Komor (nascida a 10 de junho de 1970) é uma política polaca. Ela foi eleita para o 10.º Senado da Polónia, representando o círculo eleitoral de Bielsko-Biała.